# Brahmina perakensis
Brahmina perakensis är en skalbaggsart som beskrevs av Moser 1913. Brahmina perakensis ingår i släktet Brahmina och familjen Melolonthidae. Inga underarter finns listade.